# Neuried (Baden)
Neuried es un municipio alemán en el distrito de Ortenau, Baden-Wurtemberg. Es un gran municipio que fue creado en 1973 de las aldeas antes independientes Altenheim, Dundenheim, Ichenheim, Müllen y Schutterzell. El topónimo Neuried significa humedal nuevo y  fue elegido, porque todas las aldeas del municipio están ubicadas en las vegas del Rin, la frontera con Francia. El escudo creado para el municipio muestra una enea, porque esta planta es típica para este terreno pantanoso.

## Puntos de interés
- Museo local (Heimatmuseum) en el barrio Altenheim[3]
- Molino de Schutterzell en la orilla del río Schutter[4]